# 白幡八幡大神
白幡八幡大神（しらはたはちまんだいじん）は、神奈川県川崎市宮前区平（武蔵国橘樹郡）にある神社。玉依姫命、応神天皇、神功皇后を祀る。明治以降の社格は郷社。稲毛荘（橘樹郡）の惣社である。

## 由緒
天喜4年（1056年）源頼義が勅命を受けて安倍頼時征討の途次、鶴岡八幡宮に参詣し戦勝を祈願し、鎌倉から10里毎に幣を立てた。康平4年（1061年）の凱旋の時にその幣を立てた地に八幡宮を勧請し、当社はその第一であるという。
建久3年（1192年）鎌倉に幕府を開いた源頼朝によって源栄山八幡宮の名で再建されたと伝えられ、その後頼朝の正室政子の妹を妻に迎えた稲毛三郎重成が、多摩丘陵にあった広大な稲毛荘を安堵され、桝杉山に枡形城を築城してこの地の領主となり、当社は稲毛荘の総鎮守となった。
天正19年（1591年）には徳川家康より朱印地70石が寄進された。しかし後に社殿を焼失した際朱印状も烏有に帰し社領を失ったが特に3石余を寄せられた。
明治6年（1873年）郷社に列し、白幡八幡大神と称せられ現在に至る。